# Agrogaster
Agrogaster is een monotypisch geslacht van schimmels behorend tot de familie Bolbitiaceae. Het bevat alleen Agrogaster coneae.